# 히타타레

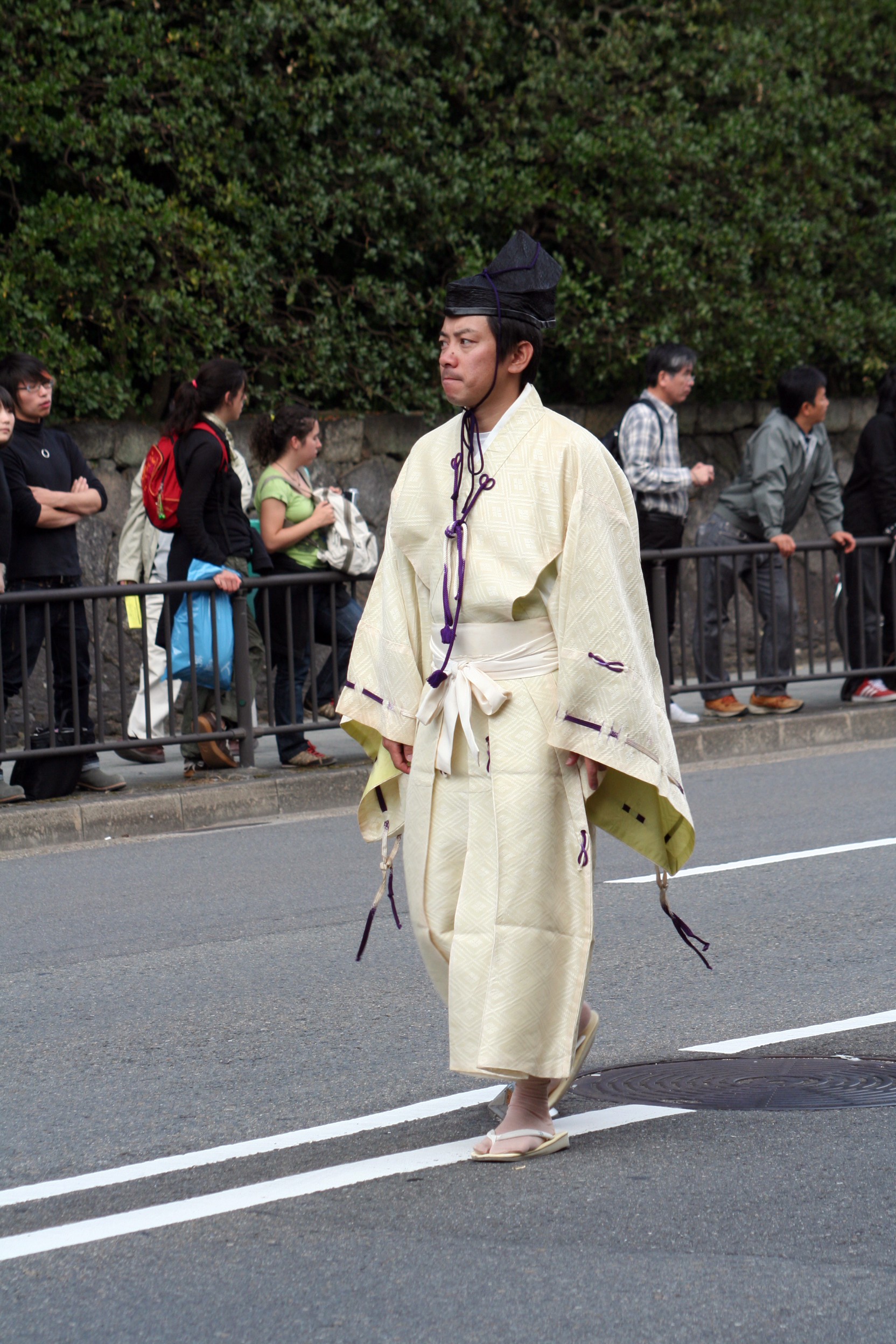

히타타레(直垂, ひたたれ)는 일본의 전통 예복의 하나로, 주로 일본의 무가(武家)사회에서 착용했던 남성용 의복이다.
히타타레와 비슷한 시기에 「다이몬 히타타레」(大紋直垂)・「스오우 히타타레」(素襖直垂)와, 갑옷 밑에 받쳐 입는 「요로이 히타타레」(鎧直垂)・「가타기누」(肩衣) 등이 생겨났다.
- 「히타타레」라 불리는 것은 「의복」과 「침구」 두 종류가 있다.
- 「침구」로써의 히타타레는

헤이안 시대(平安時代) 후기 「히타타레후스마」(直垂衾) ・ 「슈쿠쵸쿠모노」(宿直物) 등으로 불렸던 침구가 있다. 구마노 하야타마 대사(熊野速玉大社)에 소장된 신보(神宝)로써 무로마치 시대(室町時代)에 봉납된 「후스마」(이불)가 존재한다. 현대의 가이마키(掻巻) 이불 같은 것이었다고 여겨진다.

## 발상
고분 시대(古墳時代)부터 입기 시작했다고 알려져 있으며, 훗날에는 일반적인 일본식 의상처럼 가슴 앞으로 여미는 형식의 의복의 기원이 되었다. 즉 쇼쿠타이(束帯)나 노시(直衣)보다 오래 전에 일본에 존재하고 있었던 의복에서 비롯된다는 것이다.
고대 히타타레는 서민의 의복이었다. 하니와(埴輪)나 헤이안 ・ 가마쿠라 시대(鎌倉時代)의 에마키(絵巻)에 보이는 남성의 통수의(筒袖衣)가 히타타레의 기원이 되었고, 서민계급을 수용하면서 발전해온 일본의 무사 사회에서 공적인 의복으로써 착용하게 되었다.

## 형태
시대에 따라 히타타레의 형태도 변동이 심했는데,
- 윗옷과 아래옷 두 부분으로 나뉘어 있었고, 윗옷에 하카마(袴, 바지)를 껴입듯이 입었다.
- 윗옷은 아게쿠비(盤領, 목깃에 둥근 부분)가 없고 옷깃이 곧은 다리쿠비(垂領) 형태. 오쿠미(衽, 여밈)을 하지 않고 조금 터놓았고, 옷깃이 교차하는 부분이 끈으로 묶여 있다.
- 윗옷의 겨드랑이를 꿰매지 않고 터놓았다.
- 아래옷은 현대의 양복 바지와 같은 형식이다.

라는 점은 고대로부터 변하지 않은 특징이라고 할 수 있다.

## 역사

### 헤이안 시대 이전
고분 시대 일본 열도의 남성을 묘사한 하니와(토기)에는 옷깃이 곧은 윗옷에 따로 양복 바지 같은 아래옷을 묘사하고 있다. 이것이 히타타레의 기원으로 여겨진다. 그러나 아스카 시대(飛鳥時代) 이후 일본에 당풍의 율령제가 도입되고 의복 또한 당(唐)에서 전래된 것을 정통으로써 중시하게 되면서, 조복(朝服)의 위치를 대신하게 되었다. 그 뒤 히타타레는 일반 서민의 의복으로써 상류층의 조복이나 가리기누(狩衣) 등 대륙에서 건너온 의복의 영향을 받으며 변화해 나간 것으로 보인다.

### 헤이안 중기에서 가마쿠라 후기까지
인세이(院政) 시기를 즈음해 무사가 중앙의 정치에 대두하게 되었고, 이들 무사의 평복이었던 히타타레도 무사의 지위 상승과 함께 정장으로써 인식되기 시작했다. 고분 시대의 남성 의복이나 대륙의 영향을 받은 쇼쿠타이, 노시 등은 윗옷을 하카마 밖으로 내서 입는 것이 통례였지만, 히타타레는 활동하기 쉽게 윗옷을 하카마 안으로 집어넣어서 입게 되었다. 정장의 지위를 얻으면서 히타타레는 그 위엄을 드러내기 위해 좁은 소매가 차츰 넓어지고 커지기 시작했고, 하카마도 복숭아뼈까지 올 정도로 길어졌으며, 넓은 소매가 전투에 방해가 될 지경이 되자 소매를 좁게 묶는 끈이 생겨났고, 갑주 아래 받쳐 입는 요로이 히타타레(鎧直垂)로써 사용되기에 이른다. 활을 당기는 것을 방해하지 않도록 활을 잡는 왼쪽 어깨 부분을 아예 드러내고 활을 쏘거나 한쪽 어깨를 고정시킨 채 갑옷을 입는 차림이 정착했다. 전쟁에서 적의 수급을 죽인 적의 시신의 오른쪽 히타타레 소매를 잘라 거기에 수급을 싸서 들고 가는 일도 있었다.
한편 쇼군(将軍) 등 고위 무사들은 히타타레가 아니라 스이칸(水干)을 정장으로 착용했다. 중급 이하의 귀족들도 가마쿠라 시대 후기가 되면 히타타레를 평복으로써 착용하는 경우가 생겨났는데, 형식화된 히타타레와 달리 기존의 간소한 것은 소데호소(袖細) ・ 요노하카마(四幅袴)라 불리며 서민이나 무가 봉공인(武家奉公人)이 착용하게 되었지만, 서민도 무사들과 같이 소매가 넓은 히타타레를 입는 자들도 많았다고 한다.

### 무로마치 시대
남북조 시대의 동란으로 귀족 사회의 지위는 저하되었고, 히타타레는 구게(公家) 귀족의 평복으로써, 쇼쿠타이 ・ 노시 ・ 가리기누 등은 의식 등의 필요에 따라 착용되었다. 원래 일본에서 입궐할 때는 쇼쿠타이 ・ 이칸(衣冠) ・ 노시(直衣)만을 입도록 제한되었지만(노시는 특별히 천황의 칙허를 얻은 자에 한해 착용이 가능했다), 무로마치 시대에는 히타타레를 「시타스카타」(下姿)라 부르며 이를 입은 채 입궐하기도 했다. 더욱이 오닌의 난으로 무로마치도노(室町殿)에 천황이 일시 파천하면서 이러한 습관이 확산되었고, 셋케(摂家) 등을 제외하고는 시타스카타 차림으로 천황의 어전에 승전(御殿)하는 것이 허락되지 않았다. 에도 시대에 들어 복고적 풍조로 구게 사회에서는 가리기누가 다시 유행하기 시작했고, 시타스카타 차림으로 입궐하는 일은 없게 되었다.

### 에도 시대
히타타레나 다이몬, 스오는 고위 무가에서만 착용하는 의복이 되었다. 히타타레를 입는 것이 허락된 것은 4위 이상의 무사들 뿐이었고, 이들 모두가 막객(幕閣)을 배출한 유력 후다이 다이묘(譜代大名)거나 구니모치 다이묘(国持大名), 고산케(御三家) 그리고 막부의 쇼군에 해당하는 자들이었다. 또한 옷의 색깔도 포도색(葡萄色)는 쇼군만이 사용할 수 있도록 했고, 비색(緋色)은 다이나곤(大納言) 이상만이, 담황색과 연두색(萌黄色)은 아예 사용을 금지시켜 버렸다. 사용할 수 있는 시기도 관례 때나 쇼군에게 새해 인사를 드릴 때 뿐으로 그 사용이 몹시 제한되었다. 하카마의 길이도 몹시 길어져 땅에 질질 끌릴 정도로 활동성이 떨어지고, 히타타레에 갖춰서 차는 칼도 짧아졌다.